# Konstantin Fehrenbach
Konstantin Fehrenbach (ur. 11 stycznia 1852, zm. 26 marca 1926) – polityk niemieckiej
chadecji, jeden z przywódców Partii Centrum. W roku 1918 pełnił funkcję marszałka Reichstagu, a w latach 1919–1920 – marszałka Zgromadzenia Narodowego.
Po odejściu socjaldemokratów z rządu w czerwcu 1920 roku wskutek niekorzystnych dla nich notowań wyborczych, Fehrenbach został kanclerzem Niemiec z ramienia koalicji lewicowej, liberalnej
Niemieckiej Partii Demokratycznej i narodowo-liberalnej Niemieckiej Partii Ludowej.
Rząd Fehrenbacha przetrwał niespełna rok. Jego gabinet podał się do dymisji w kwietniu 1921 w przejawie protestu przeciw wysokości odszkodowań wojennych nałożonych na Niemcy, oszacowanej i ogłoszonej przez aliantów. Fehrenbach przewodniczył klubowi parlamentarnemu partii Centrum od roku 1923 do śmierci w 1926 roku.

## Rząd Fehrenbacha od czerwca 1920 do maja 1921
- Konstantin Fehrenbach (Partia Centrum) – kanclerz
- Rudolf Heinze(inne języki) (Niemiecka Partia Ludowa) – wicekanclerz i minister sprawiedliwości
- Walter Simons (bezpartyjny) – minister spraw zagranicznych
- Erich Koch-Weser(inne języki) (Niemiecka Partia Demokratyczna) – minister spraw wewnętrznych
- Joseph Wirth (Partia Centrum) – minister finansów
- Ernst Scholz (Niemiecka Partia Ludowa) – minister gospodarki
- Heinrich Brauns (Partia Centrum) – minister pracy
- Otto Geßler (Niemiecka Partia Demokratyczna) – minister obrony narodowej
- Johannes Giesberts(inne języki) (Partia Centrum) – minister poczty
- Wilhelm Groener – minister transportu
- Andreas Hermes(inne języki) (Partia Centrum) – minister wyżywienia
- Hans von Raumer(inne języki) (Niemiecka Partia Ludowa) – minister skarbu